# 성호도서관
성호도서관은 전북특별자치도 고창군 소재의 도서관이다.

## 이용 안내
휴관일
- 매주 토요일
- 1월 1일, 설 연휴, 추석 연휴
- 도서의 정리 및 기타 사유로 휴관이 필요하다고 인정하는 경우